# James DeMonaco
James DeMonaco (n. 1969) este un regizor american, scenarist, producător de film și actor cel mai cunoscut pentru munca sa la filmele The Purge și Little New York.

## Filmografie

### Film
| An   | Titlu                  | Rol                     | Note                                      |
| ---- | ---------------------- | ----------------------- | ----------------------------------------- |
| 2013 | The Purge              | Trevor, diferite roluri | Ca actor, regizor, scenarist, producător. |
| 2009 | Little New York        | Regizor, scenarist      | Proiect în dezvoltare.                    |
| 2006 | Skinwalkers            | Scenarist               | Scenarist                                 |
| 2005 | Assault on Precinct 13 | Scenarist               | Scenarist                                 |
| 1998 | The Negotiator         | Scenarist               | Scenarist                                 |
| 1996 | Jack                   | Scenarist               | Scenarist                                 |

### Televiziune
| An   | Titlu          | Rol                   | Note |
| ---- | -------------- | --------------------- | --- |
| 2009 | Crash          | Scenarist, producător | *You Set the Scene (18 septembrie 2009) – producător executiv - Always See Your Face (25 septembrie 2009) – Scenarist, producător executiv - The World's a Mess/It's in My Kiss (3 octombrie 2009) – producător executiv - Can't Explain (9 octombrie 2009) – producător executiv - You, I'll Be Following (16 octombrie 2009) – producător executiv - No Matter What You Do (30 octombrie 2009) – producător executiv - Johnny Hit and Run Pauline (6 noiembrie 2009) – producător executiv - Lovers in Captivity (13 noiembrie 2009) – Scenarist, producător executiv - Endangered Species (20 noiembrie 2009) – producător executiv - Master of Puppets (27 noiembrie 2009) – producător executiv - Calm Like a Bomb (4 decembrie 2009) – producător executiv - Alone Again Or... (11 decembrie 2009) – Scenarist, producător executiv - Los Angeles (18 decembrie 2009) – producător executiv |
| 2007 | The Kill Point | Producer, Writer      | *Who's Afraid of Mr. Wolf, Part 1 (22 iulie 2007) – Scenarist(creator), producător executiv - Who's Afraid of Mr. Wolf? Part 2 (22 iulie 2007) – Scenarist(creator), producător executiv - No Meringue (29 iulie 2007) – Scenarist (creator) , producător executive - Pro Patria (5 august 2007) – Scenarist (creator) - Visiting Hours (12 august 2007) – Scenarist - The Great Ape Escape (19 august 2007) – Scenarist - Rabbit at Unrest (26 august 2007) – Scenarist, producător - The Devil's Zoo (26 august 2007) – Scenarist |
| 2005 | HBO First Look | În rolul său          | Actor |

## Legături externe
- James DeMonaco la Internet Movie Database

1. ↑  CONOR.SI[*] Verificați valoarea |titlelink= (ajutor)